# S.T.A.L.K.E.R. (франшиза)
S.T.A.L.K.E.R. — франшиза комп'ютерних ігор, що належить українській компанії «GSC Game World». Сюжет побудований навколо напівдокументальних експериментів, теорій змови і протиборства спецслужб. Локації, у яких відбуваються події, відтворюють деякі з місцевостей реальної Чорнобильської зони.
Через пів року після закриття компанії GSC Game World на сайті Overclockers з'явилася інформація, заснована на заяві колишнього директора компанії Сергія Григоровича й набула поширення в ЗМІ. Стверджувалося, що торговий знак був проданий компанії Bethesda Softworks. Проте 26 квітня 2012 року в офіційному твіттері S.T.A.L.K.E.R. з'явилося повідомлення, що це неправда: на той момент торгова марка належала Сергію Григоровичу. 12 грудня 2012 року компанія bitComposer заявила, що вона стала володарем ексклюзивних прав на торгівельну марку S.T.A.L.K.E.R. Дане твердження було спростовано компанією GSC Game World і Сергієм Григоровичем в той же день.

## Основні проєкти
Ігри серії являють собою суміш шутера від першої особи з елементами рольової гри, action-adventure і survival horror.

### Ігри
- S.T.A.L.K.E.R.: Тінь Чорнобиля — перша гра серії, вийшла в березні 2007 року.
- S.T.A.L.K.E.R. Mobile — порт гри на Java ME, вийшов в грудні 2007 року.
- S.T.A.L.K.E.R.: Чисте небо — приквел до першої частини, вийшов в серпні 2008 року.
- S.T.A.L.K.E.R.: Поклик Прип'яті — сиквел до першої частини, вийшов в жовтні 2009 року.
- S.T.A.L.K.E.R. 2: Серце Чорнобиля — друга самостійна гра. Випуск гри відбувся в листопаді 2024 року.
- S.T.A.L.K.E.R. The Board Game — кооперативна настільна гра у жанрі стратегії та виживання.

### Інше
- Ігровий світ — вигаданий всесвіт, в якому відбуваються дії всіх ігор серії та літературних творів за мотивами.